# Elezioni regionali in Sardegna del 1989
Le elezioni regionali in Sardegna del 1989 si tennero l'11 giugno.
La DC tornò alla presidenza con Mario Floris la cui giunta durerà fino al 1991. A Floris, e fino al termine della legislatura successe Antonello Cabras, mentre lo stesso Floris sostituì Salvatorangelo Mereu alla guida del Consiglio regionale.

## Risultati
| Liste                                         | Voti      | %     | Seggi |
| --------------------------------------------- | --------- | ----- | ----- |
| Democrazia Cristiana                          | 361.116   | 34,97 | 29    |
| Partito Comunista Italiano                    | 239.202   | 23,17 | 19    |
| Partito Socialista Italiano                   | 144.505   | 13,99 | 12    |
| Partito Sardo d'Azione                        | 127.765   | 12,37 | 10    |
| Partito Socialista Democratico Italiano       | 47.735    | 4,62  | 4     |
| PLI-PRI                                       | 40.400    | 3,91  | 3     |
| Movimento Sociale Italiano - Destra Nazionale | 36.583    | 3,54  | 3     |
| Lista Verde                                   | 18.712    | 1,81  | -     |
| Altre liste                                   | 16.565    | 1,60  | -     |
| Totale                                        | 1.032.583 |       | 80    |

| Riepilogo dei seggi | Riepilogo dei seggi | Riepilogo dei seggi | Riepilogo dei seggi | Riepilogo dei seggi | Riepilogo dei seggi | Riepilogo dei seggi |
| ------------------- | ------------------- | ------------------- | ------------------- | ------------------- | ------------------- | ------------------- |
|                     |                     |                     |                     |                     |                     |                     |
| PCI                 | 19                  | ▼ 5                 |                     | PSI                 | 12                  | ▲ 4                 |
| PSDI                | 4                   | ━                   |                     | PSd'Az              | 10                  | ▼ 2                 |
| PLI - PRI           | 3                   | ━                   |                     | DC                  | 29                  | ▲ 2                 |
| MSI-DN              | 3                   | ━                   |                     |                     |                     |                     |